# Lennart Kjellberg
Anders Lennart Kjellberg (* 30. September 1857 in Uppsala; † 7. Mai 1936 ebenda) war ein schwedischer Klassischer Archäologe.

## Leben
Der Sohn des Psychiaters Gustaf Kjellberg (1827–1893) studierte ab 1877 an der Universität Uppsala und promovierte 1889. 1896 wurde er außerordentlicher Professor für Klassische Archäologie in Uppsala. Er erhielt 1913 den Titel eines Professors und wurde fünf Jahre später ordentlicher Professor für klassische Archäologie. 
Im Sommer 1894 führte er mit seinem Studienfreund Sam Wide eine archäologische Ausgrabung im Poseidon-Heiligtum von Kalaureia durch. Im Frühjahr 1902 führte er mit Johannes Boehlau eine archäologische Ausgrabung an der Stelle der antiken Stadt Larisa am Hermos in Kleinasien durch. 1932/34 kehrte er mit Johannes Boehlau zur Ausgrabungsstätte in Larisa zurück.
Sein Sohn war der Archäologe Ernst Kjellberg (1891–1938).

## Schriften (Auswahl)
- De cyclo epico quaestiones selectae. Uppsala 1890, OCLC 9870125.
- Polygnotos och hans betydelse för den grekiska målarkonsten under femte århundradet f. Kr. Stockholm 1908, OCLC 186731971.
- Studien zu den antiken Dacheindeckungen (= Skrifter utgivna av K. Humanistiska vetenskapssamfundet i Uppsala 24, 5). Uppsala 1927, OCLC 493010329.
- Die architektonischen Terrakotten. Text und Tafeln (= Larisa am Hermos. Die Ergebnisse der Ausgrabungen 1902-1934 Bd. 2). Berlin 1940.